# Peter Hain
Peter Hain (né le 16 février 1950 à Nairobi, Kenya) est un homme politique britannique, membre du Labour. Il est Secrétaire d'État au Travail et aux Retraites et au Pays de Galles du 28 juin 2007 au 24 janvier 2008.

## Biographie
Il fait ses études à la Pretoria Boys High School, Afrique du Sud, à l'Emanuel School, Wandsworth Londres et au Queen Mary College London University.
Élu une première fois à la Chambre des communes lors d'une élection partielle dans la circonscription de Neath en avril 1991 à la suite du décès de Donald Coleman, il devint le Leader de la House of Commons (ministre chargé des relations avec cette chambre) en juin 2003, tout en restant secrétaire d'État pour le Pays de Galles, poste où il avait été nommé le 23 octobre 2002.
Le 18 juillet 2001, Peter Hain devient membre du conseil privé.
Il est membre de la Convention européenne jusqu'en juin 2003.
Dès que Labour revient au pouvoir en 1997, Peter Hain devient ministre au Bureau Gallois, au Ministère des Affaires étrangères en Afrique et en Europe et au Ministère de l'Énergie et le Département du Commerce de l'Industrie. Il est ministre pour l'Europe au sein du Foreign and Commonwealth Office, ministre d'État, dans le même Foreign Office (1999-2001), ministre pour l'Energie et la Compétitivité (DTI) (2001). Il démissionne le 24 janvier 2008, impliqué dans un scandale sur le financement de sa campagne pour devenir numéro deux du parti travailliste.